# Craterispermum congolanum
Craterispermum congolanum là một loài thực vật có hoa trong họ Thiến thảo. Loài này được De Wild. & T.Durand mô tả khoa học đầu tiên năm 1899.